# Fenestella agrestis
Fenestella agrestis är en mossdjursart som beskrevs av Pocta 1894. Fenestella agrestis ingår i släktet Fenestella och familjen Fenestellidae. Inga underarter finns listade i Catalogue of Life.